# إيرين مورغان
إيرين مورغان (بالإنجليزية: Irene Morgan)‏ هي ناشِطة أمريكية، ولدت في 9 أبريل 1917 في بالتيمور في الولايات المتحدة، وتوفيت في 10 أغسطس 2007 في مقاطعة غلوستر في الولايات المتحدة.